# Валютна позиція
Вал́ютна поз́иція — співвідношення вимог і зобов'язань банку в іноземній валюті. У разі їх рівності валютна позиція вважається закритою, при нерівності — відкритою. Валютна позиція є короткою, якщо обсяг зобов'язань із проданої валюти перевищує обсяг вимог, і довгою, якщо обсяг вимог із купленої валюти перевищує обсяг зобов'язань.